# Удары по Харькову 25 мая 2024 года
Удары бомбами и ракетами по Ха́рькову 25 мая 2024 года были нанесены ВС РФ четыре раза. Рано утром ВС РФ нанесли удар по лицею, затем сбросили на строительный гипермаркет «Эпицентр» две управляемые авиабомбы УМПБ Д-30СН. Ещё одну бомбу сбросили на центральный парк культуры и отдыха, но она не взорвалась. Четвёртый удар был нанесён вечером по плотной жилой застройке Шевченковского района.
В гипермаркете «Эпицентр» погибли не менее 19 человек (включая 12-летнюю девочку и её мать) и пострадали 54; в других местах пострадали 25 человек. 5 человек числятся пропавшими без вести. Гипермаркет «Эпицентр» был разрушен, пожар охватил площадь в 15 000 кв. м.
27 мая в Харькове было объявлено днём траура.

## Предыстория
После начала российского вторжения на территорию Украины Харьков регулярно обстреливается российской армией. В 2022 году ВС РФ не удалось войти в город, но спустя два года российское командование предприняло новое наступление на харьковском направлении.
Двумя днями ранее, 23 мая, ВС РФ нанесли удар по типографии «Виват» 15 ракетами, в результате чего погибло семь человек было ранено двадцать. Сгорело 50 тысяч книг.
Ранее ВС РФ полностью разрушили шесть торговых центров «Эпицентр» в Буче, Никополе, Мариуполе, Харькове, Херсоне и Чернигове.

## Ход событий

### Удар по лицею и машинам
В 00:35 и в 00:47 25 мая ВС РФ ударили ракетами С-300 по Слободскому району Харькова, был частично разрушен лицей и повреждён 31 автомобиль.

### Удар по торговому центру
В 16:00 ВС РФ ударили по Киевскому району Харькова авиабомбами УМПБ Д30-СН из Белгородской области России. Две управляемые авиабомбы УМПБ Д-30СН был сброшены на строительный гипермаркет «Эпицентр» на улице Героев Труда, в результате гипермаркет был разрушен. После сигналов воздушной тревоги началась срочная эвакуация посетителей и работников торгового центра, но бомбы упали спустя считанные минуты после включения сирены. Бомбы попали по помещению, в котором продавались лакокрасочные изделия. Из-за удара пожар охватил площадь в 15 000 кв м. К 17:45 пожар удалось локализовать. Погибло не менее 19 человек, ранено 54. 5 человек числятся пропавшими без вести.
27 мая в ходе разбора завалов рядом с гипермаркетом был обнаружен неразорвавшаяся авиационная бомба Д-30. Российские военкоры использовали видео пожара со слышимыми взрывами для выдвижения обвинений в хранении в боеприпасов в строительном гипермаркете. Исследователи из Conflict Intelligence Team опровергли эту версию, указав, что в магазин стройматериалов хранились баллончики с краской и кровельный шифер, которые взрываются и лопаются с громким звуком при нагреве. Боеприпасы при детонации разлетаются и поражают окружающее пространство, чего не наблюдалось.

### Удар по Центральному парку культуры и отдыха
В 17:00 ВС РФ сбросили ещё одну бомбу на центральный парк культуры и отдыха, бомба упала вблизи спортивной площадки, но не взорвалась и не причинила разрушений. Её обезвредили украинские спасатели.

### Удар по плотной жилой застройке
В 19:00 ВС РФ ударили по плотной жилой застройке Шевченковского района ракетой С-300 или С-400, было ранено 20 человек, включая 14-летнего подростка.

## Жертвы
Всего погибло не менее 19 человек и ранено 79: 54 — при ударе по торговому центру и ещё 25 — при ударе по центру города.

## Реакция
Президент Украины Владимир Зеленский заявил: 

Этот удар по Харькову — очередное проявление российского безумия. Никак иначе это назвать просто нельзя. Только такие сумасшедшие, как Путин, способны убивать и терроризировать людей так подло. Уже известно, что есть раненые, есть погибшие. Мои соболезнования родным и близким. Каждому, кто пострадал, будет оказана необходимая помощь.
ООН посчитала удар «совершенно неприемлемым». Мониторинговая миссия ООН по правам человека в Украине заявила, что российские удары по Харькову «продолжают тенденцию увеличения жертв среди гражданского населения» в городе и Харьковской области.